# Manfred Mann

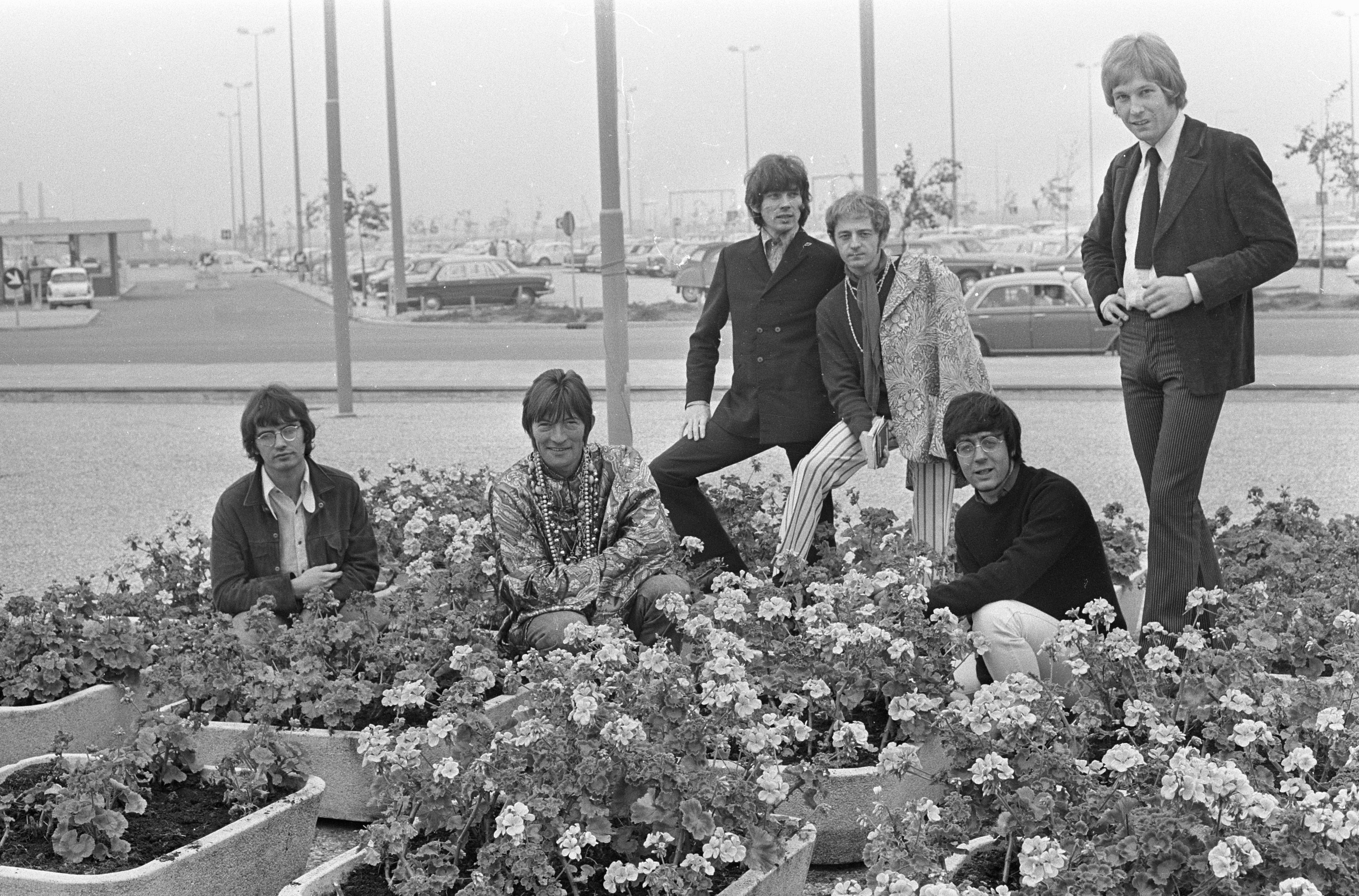
Манфред Манн (1967)

Manfred Mann — британський музичний колектив, що утворився в Лондоні в 1962 році.

## Гурт
«Manfred Mann» виконував поп-рок з елементами блюзу, ритм-енд-блюзу, соул і джазу і мав успіх в чартах, зокрема, з синглами «Pretty Flamingo», «Do Wah Diddy Diddy» і «Mighty Quinn». Гурт розпався в 1969 році.

## Колишні учасники
- Манфред Манн
- Майк Хюг
- Майк Вікерс
- Дейв Річмонд
- Пол Джонс
- Майк д'Або
- Клаус Ворман
- Джек Брюс
- Том МакГіннес
- Дейв Флетт